# Blazing Angels 2: Secret Mission of WWII
Blazing Angels 2: Secret Mission Of WWII è un simulatore di volo sviluppato da Ubisoft. Distribuito da Ubisoft nel 2007 per PC, PlayStation 3 e Xbox 360.

## Trama
Il Capitano Christopher Robinson è a capo di un gruppo di piloti esperti nell'Operazione Wildcard. L'Operazione Wildcard è stata ideata per assistire le altre nazioni contro il Terzo Reich e l'Impero Giapponese, dato che gli USA non vogliono entrare a far parte ufficialmente della Seconda Guerra Mondiale. Il gioco seguirà la vicenda in 18 missioni, dall'Egitto a Mosca, dall'Himalaya fino al confine tedesco per placare i nazisti dal creare l'arma definitiva.

## Personaggi
- Capitano Christopher Robinson - Il nostro alter ego. Robinson è carismatico, intelligente e abile, e alla fine si innamorerà dell'agente segreto Marguerite.
- Edward "Teach" Tatcher -  Abilità: Distrarre. Teach è il primo membro reclutato. Teach è un pilota veterano che da molto tempo addestra nuovi piloti alla guerra. In questo modo avrà elaborato la capacità di distrarre i nemici. Con un comando potremmo inviarlo contro i nemici, che ci ignoreranno e ingaggeranno lui.
- Miles "Milo" Winchester - Abilità: Riparare. Milo è un bravo pilota ma anche un ingegnere. La sua abilità non è direttamente controllabile, ma in alcuni punti delle missioni (solitamente in coincidenza con i checkpoint) Milo darà a Robinson consigli su come riparare l'aereo facendoci riguadagnare una parte dell'integrità persa.
- James "Cowboy" Thorpe - Abilità: Attaccare. Cowboy sarà l'ultimo reclutato attivamente da Robinson. Cowboy è il migliore nei combattimenti aerei, ma è molto impertinente e vanitoso. Con un comando potremo lanciarlo all'attacco dei nemici. Lui li attaccherà senza sosta per un periodo di tempo.
- Marguerite - Marguerite è un agente segreto con cui collaboreremo spesso durante le missioni (praticamente è la parte di terra della squadriglia, insieme ai suoi uomini). Mentre sarà infiltrata a Parigi, costruirà un'amicizia con Max, un ufficiale pilota della Gestapo. Alla fine della campagna Robinson e Marguerite si innamoreranno.
- Max - Max è un ex-ufficiale della Gestapo che costruisce una stretta amicizia con Marguerite (mentre lei è infiltrata). Questo lo spingerà a disertare e unirsi alla squadriglia di Robinson. La sua abilità sarà Attaccare, come Cowboy. Max morirà nelle ultime fasi del gioco.

## Personalizzazione
Il gioco offre una buona possibilità di personalizzazione, permettendo di cambiare la skin degli aerei e di comprare upgrade per le armi, gli aerei e i gregari con dei "punti prestigio" acquisiti durante le missioni.